# 22. San-marinesisches Kabinett
Das 22. Kabinett setzte sich aus Partito Democratico Cristiano Sammarinese (PDCS) und Partito Comunista Sammarinese (PcS) zusammen und regierte San Marino vom 6. Juli 1988 bis zum 19. März 1992.
Nach der Parlamentswahl vom 29. Mai 1988 wurde die Koalition von PDCS und PCS fortgesetzt. Der PCS verlor jedoch einen Posten in der Regierung und stellte nur noch vier Minister, während die Christdemokraten sechs Kabinettsmitglieder stellten.

## Liste der Minister
Die san-marinesische Verfassung kennt keinen Regierungschef, im diplomatischen Protokoll nimmt der Außenminister die Rolle des Regierungschefs ein.
| Amt         | Minister                | Partei | Amtszeit                           |
| ----------- | ----------------------- | ------ | ---------------------------------- |
| Auswärtiges | Gabriele Gatti          | PDCS   | 6. Juli 1988 – 19. März 1992       |
| Inneres     | Alvaro Selva            | PCS    | 6. Juli 1988 – 19. März 1992       |
| Finanzen    | Clara Boscaglia         | PDCS   | 6. Juli 1988 – 22. Juli 1990       |
| Finanzen    | Clelio Galassi          | PDCS   | 7. September 1990 – 19. März 1992  |
| Industrie   | Giuseppe Amici          | PCS    | 6. Juli 1988 – 7. September 1990   |
| Industrie   | Gilberto Ghiotti        | PCS    | 7. September 1990 – 19. März 1992  |
| Territorium | Fernando Bindi          | PDCS   | 6. Juli 1988 – 20. Februar 1990    |
| Territorium | Piero Natalino Mularoni | PDCS   | 20. Februar 1990 – 19. März 1992   |
| Handel      | Clelio Galassi          | PDCS   | 6. Juli 1988 – 17. September 1990  |
| Handel      | Ottaviano Rossi         | PDCS   | 17. September 1990 – 19. März 1992 |
| Gesundheit  | Renzo Ghiotti           | PDCS   | 6. Juli 1988 – 19. März 1992       |
| Bildung     | Fausta Morganti         | PCS    | 6. Juli 1988 – 19. März 1992       |
| Arbeit      | Piero Natalino Mularoni | PDCS   | 6. Juli 1988 – 20. Februar 1990    |
| Arbeit      | Sante Canducci          | PDCS   | 20. Februar 1990 – 19. März 1992   |
| Tourismus   | Gastone Pasolini        | PCS    | 6. Juli 1988 – 19. März 1992       |

### Bemerkungen
1. ↑  Segretario di Stato per gli Affari Esteri e Politici
2. ↑  Segretario di Stato per gli Affari Interni, la Protezione Civile e la Giustizia ab 8. April 1991 Segretario di Stato per gli Affari Interni e la Protezione Civile
3. ↑  Segretario di Stato per le Finanze, il Bilancio e la Programmazione, l‘Informazion e i Rapporti con l’A.A.S.F.N.
4. ↑  Deputato per l’Industria e l’Artigianato ab 8. April 1991 Deputato per l’Industria, l’Artigianato e la Giustizia
5. ↑  Deputato per il Territorio, l’Ambiente, l’Agricultura e i Rapporti con l’A.A.S.P.
6. ↑  Deputato per il Commercio, e i Rapporti con le Giunte di Castello
7. ↑  Deputato per la Sanità e la Sicurezza Sociale
8. ↑  Deputato per la Pubblica Istruzione e la Cultura e l’Universià
9. ↑  Deputato per il Lavoro e la Cooperazione
10. ↑  Deputato per le Comunicazioni, i Trasporti, i Rapporti con l’A.A.S.S., il Turismo e lo Sport

## Veränderungen
- Der Minister für Territorium Bindi trat am 20. Februar 1990 zurück, seinen Platz im Kabinett nahm Sante Canducci ein, der das Arbeitsministerium übernahm. Arbeitsminister Mularoni folgte Bindi als Minister für Territorium.
- Finanzministerin Boscaglia verstarb am 22. Juli 1990, das Finanzministerium übernahm Handelsminister Galassi. Ottaviano Rossi, Capitano Reggente bis zum 1. Oktober 1990, übernahm nach dem Ende seiner Amtszeit das Handelsministerium.
- Die Zuständigkeit für Justiz wechselte am 8. April 1991 von Innenminister Selva zu Industrieminister Gilberto Ghiotti.